# Atriplex halimus
La orgaza (Atriplex halimus) es una especie de arbusto forrajero en la familia de las Chenopodiaceae, nativa de Europa.

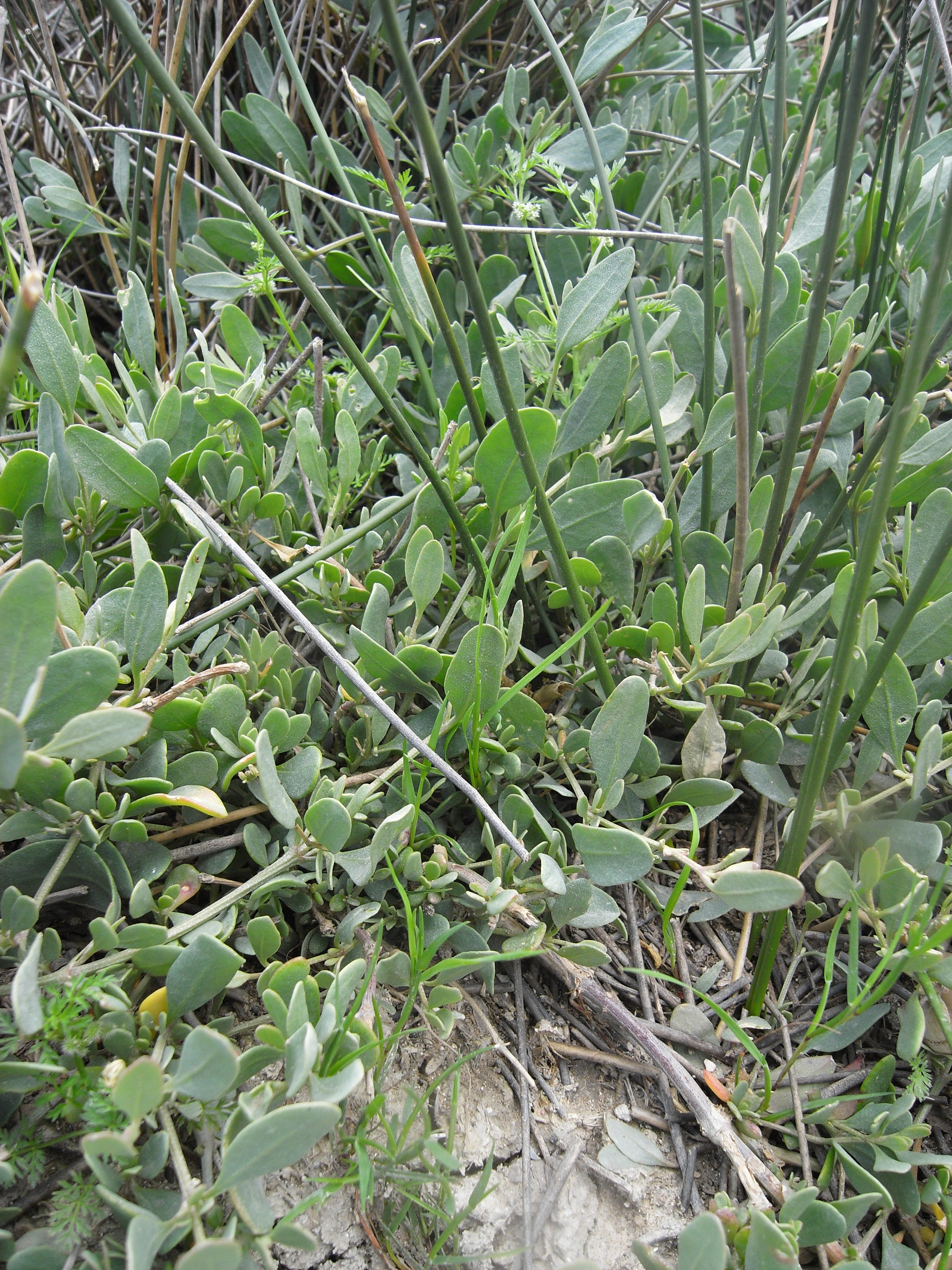
Vista de la planta

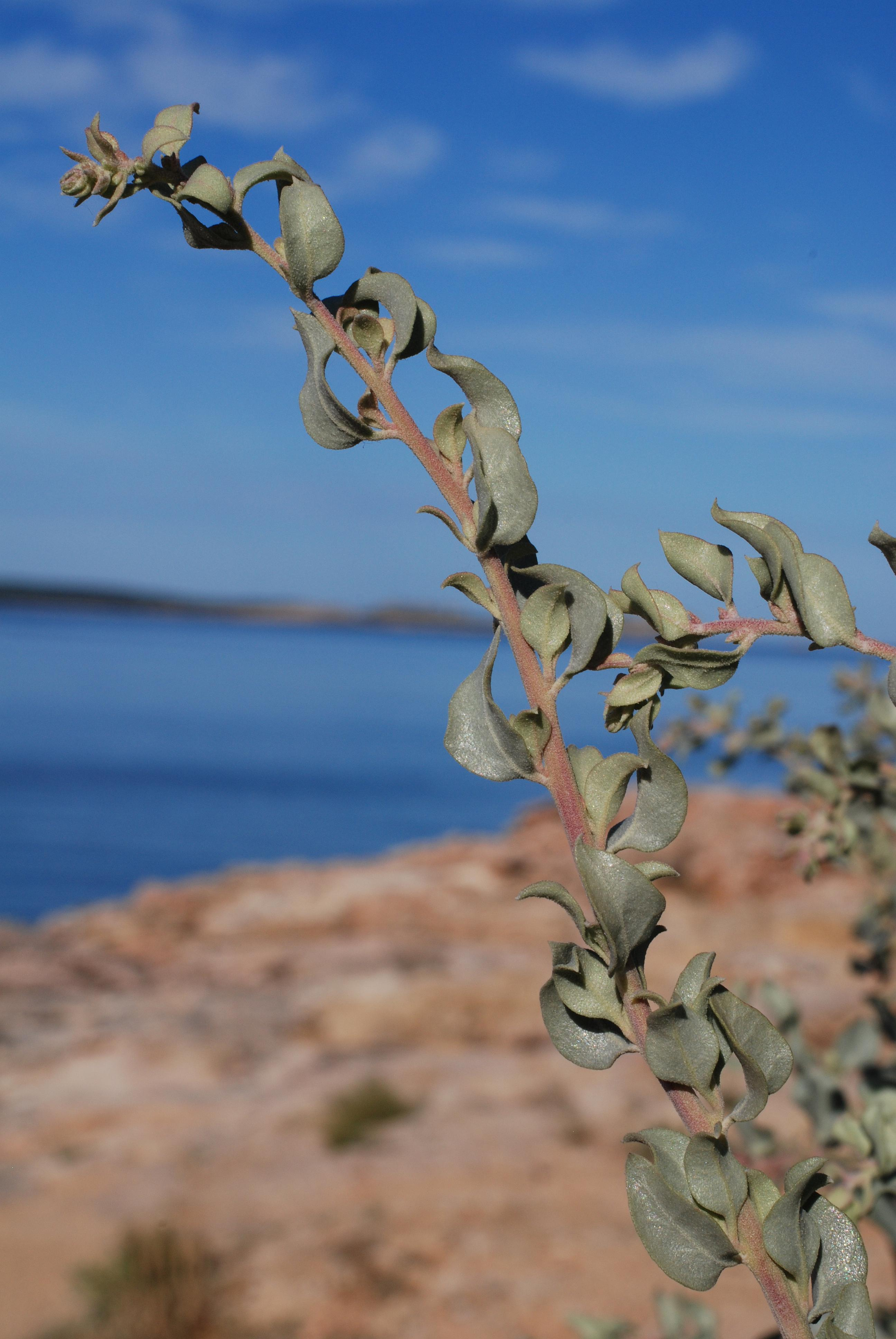
Hojas

## Descripción
Arbusto perenne de 2 a 3 metros de altura. Hojas blanquecinas y arrugadas, disposición alterna, ovado-lanceoladas, subrómbicas, de borde entero y algo onduladas. Nervios principales marcados en el envés y hasta cuatro centímetros de longitud. Flores monoicas y de polinización anemófila, de color amarillento-verdoso, poco vistosas, pentámeras y agrupadas en densos racimos con forma de espiga. Florece en verano y dependiendo de la latitud lo hará en julio (Inglaterra) o a finales de verano en puntos del levante español. Posee frutos monospermos, de tipo aquenio, provistos de un ala membranosa blanquecina-rosada. Tallos muy ramificados y enmarañados, lisos, algo agrietados, cenicientos o grisáceos.

## Distribución y hábitat
Sus preferencias son las altas radiaciones solares y suelos arenosos. Capacidad de adaptación a climas muy áridos, suelos salinos y marginales. Aguanta la exposición continuada al viento, de hecho es muy frecuente encontrarlos en las costas. Asimismo, es resistente a las heladas de hasta -10⁰C.

Son propios de los pisos bioclimáticos termomediterráneo y mesomediterráneo inferior. Presentes en los pastos xerofíticos basófilos de vivaces y anuales: clase Lygeo-Stipetea. Habitan en lugares cuya pluviometría oscila entre 75-375 mm (pueden encontrarse en lugares de mayor precipitación). Suele ir acompañado de otras especies de la misma familia como Suaeda fruticosa, Salsola vermiculata, Atriplex glauca, etc.

Dentro de la geografía española, están presentes en Zaragoza, Segovia, Madrid, Murcia, Cuenca, Albacete, Alicante y otras provincias.

## Usos y cultivo
Planta comestible y de interés forrajero. Algunas partes pueden ser comidas crudas (en ensalada). Al aguantar grandes sequías, evita la muerte del ganado bajo condiciones de extrema sequedad. Se caracteriza por su palatabilidad, su contenido en sales y la ausencia de componentes tóxicos. Como cultivo forrajero,  dan rendimientos interesantes en proteínas e hidratos de carbono. Teniendo en cuenta la disponibilidad de agua, estos cultivos dan producciones elevadas. Reduce flatulencias y gases.
Sus hojas suelen presentar excreciones salinas en sus hojas, lo que les dan un tacto rugoso. Además esta salinidad hace que sean plantas que arden mal, y por tanto sería interesante introducirlas en zonas de alto riesgo de incendio.
Son interesantes como ornamentales para jardines costeros y de bajo consumo hídrico. Se poda en primavera o verano. Si el clima lo permite, es una planta muy invasiva.
Cultivo
Puede ser multiplicado por esqueje. La multiplicación a partir de semillas empieza con la siembra entre abril y mayo

## Taxonomía
Atriplex halimus fue descrita por Carlos Linneo y publicado en Species Plantarum 2: 1052. 1753.
Sinonimia
- Atriplex assoi Dufour
- Atriplex candicans Link
- Atriplex halimus var. denticulata Sennen & Pau in Sennen
- Atriplex halimus var. grandifolia Lázaro Ibiza
- Atriplex halimus var. serrulata (Pau) Sennen & Pau in Sennen
- Atriplex incana F.Dietr.
- Atriplex salsuginea var. multiflora Sennen & Pau
- Atriplex salsuginea Sennen & Pau in Sennen
- Atriplex serrulata Pau[9]
- Atriplex halimoides Tineo
- Atriplex halimus var. rifaea Sennen & Mauricio
- Atriplex kataf Ehrenb. ex Boiss.
- Atriplex parvifolia Pau
- Chenopodium halimus (L.) Thunb.
- Schizotheca halimus (L.) Fourr.[10]

## Nombres comunes
- Castellano: armuella, armuelle orzaga, marisma, marismo, orgaza, orzaga, osagra, ozagra, ozayra, sagra, salá, salada, salada blanca, salado, salado blanco, salao, salao blanco, salgada, salgado andaluz, salobre, salobre blanco, sojón, sosa, sosera[11]